# Kendall Waston
Kendall Jamaal Waston Manley (San José, 1 de janeiro de 1988) é um futebolista costarriquenho que atua como zagueiro. Atualmente defende o FC Cincinnati.